# Micael Borges
Micael Leandro de Farias Borges (* 12. prosince 1988 Rio de Janeiro) je brazilský herec známý svou postavou Pedra v telenovele Rebelde Brasil, Luciana v telenovele Young Hearts a Lalá v telenovele O Tempo Não Para. Objevil se ve filmu Město bohů.